# Tumbas Qing orientales
Las tumbas Qing orientales  (en chino, 清; pinyin, Qīng Dōng líng; en manchú ᡩᡝᡵᡤᡳ 
ᡝᡵᡤᡳ 
ᠮᡠᠩᡤᠠᠨ dergi ergi munggan) son un complejo de mausoleos imperiales de la dinastía Qing situado en Zunhua, a 125 kilómetros al noreste de Pekín. Es el complejo de mausoleos más grande, más completo y mejor conservado que existe en China. En total, cinco emperadores (Shunzhi, Kangxi, Qianlong, Xianfeng y Tongzhi), 15 emperatrices, 136 concubinas imperiales, tres príncipes y dos princesas de la dinastía Qing están enterrados aquí. Rodeado por las montañas Changrui, Jinxing, Huanghua y Yingfei Daoyang, el complejo de tumbas se extiende sobre un área total de 80 kilómetros cuadrados.

## Descripción

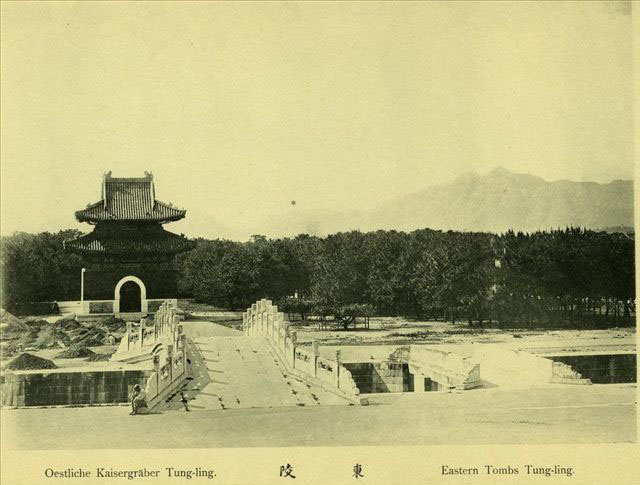
Tumbas Qing orientales en 1900.

En el centro de las tumbas Qing orientales se encuentra Xiaoling, la tumba del emperador Shunzhi (1638-1661), que se convirtió en el primer emperador Qing que gobernó en China. Shunzhi fue también el primer emperador en ser enterrado en el complejo. Enterrados con él están sus emperatrices Xiaokangzhang (madre del emperador Kangxi) y la consorte Donggo. Las principales tumbas al este del mausoleo de Shunzhi son Jingling (emperador Kangxi) y Huiling (emperador Tongzhi). Al oeste se encuentran Yuling (emperador Qianlong), Ding Dongling (emperatriz viuda Cixi y emperatriz Ci'an) y Dingling (emperador Xianfeng).
Todos los mausoleos imperiales en las tumbas orientales de Qing siguen un patrón establecido por el mausoleo de Xiaoling del emperador Shunzhi. El trazado básico consta de tres secciones: camino de los espíritus, palacios y cocinas de ofrendas. Xiaoling tiene el camino de los espíritus más elaborado y contiene las siguientes estructuras (de sur a norte): un arco de piedra, estelas de desmontaje de este y oeste, puerta del gran palacio, sala para cambiarse de ropa, pabellón de estelas de mérito divino, esculturas de piedra, puerta del dragón y el fénix, puente de un arco, puente de siete arcos, puente de cinco arcos, estelas de desmontaje de este y oeste, puentes de tres arcos de tres vías y puente plano. La sección del palacio de Xiaoling contiene las siguientes estructuras (de sur a norte): pabellón de estelas de camino de los espíritus, salas oriental y occidental para los funcionarios de la corte, puerta de Long'en, quemadores de sacrificios orientales y occidentales, salas laterales orientales y occidentales, sala de Long'en (en chino, 隆; pinyin, Lóngēn Diàn; literalmente, ‘Salón de la Enorme Gracia’; en manchú: baili be ujelere deyen), puerta de la cámara funeraria, puerta de dos pilares, retablos de piedra, ciudad cuadrada, torre conmemorativa, pantalla de cristal, ciudad curva, preciosa ciudadela, montículo de tierra con el palacio subterráneo debajo. El norte del palacio estaba cerrado con muros. La sección de las cocinas de ofrendas estaba situada a la izquierda de la sección del palacio, consiste en un recinto amurallado que contiene las cocinas de ofrendas propiamente dichas (es decir.., donde se cocinaban los alimentos para el sacrificio), los almacenes de ofrendas del sur y del norte, y un matadero donde se mataban los bueyes y las ovejas.
Jingling es la tumba del emperador Kangxi, y es sorprendentemente modesta dado que fue posiblemente el mayor emperador de la dinastía Qing, pero está en consonancia con lo que se conoce de su carácter. El camino de los espíritus que lleva a la tumba tiene un elegante puente de cinco arcos; las figuras de los guardianes están colocadas en una curva inusual muy cerca de la propia tumba, y están más decoradas que las de las tumbas anteriores.
Yuling, la tumba del emperador Qianlong (el cuarto emperador de la dinastía Qing), es una de las más espléndidas de todas las tumbas reales de la historia china. Yuling tiene la mejor cámara sepulcral, una serie de nueve bóvedas separadas por cuatro sólidas puertas de mármol situadas a una profundidad de 54 metros. Comenzando con la primera puerta de mármol, todas las paredes, techos abovedados y puertas están cubiertas con imágenes budistas como los cuatro reyes celestiales, los ocho bodhisattvas, los 24 budas, leones, los ocho tesoros, así como instrumentos rituales y más de 30.000 palabras de las escrituras tibetanas y sánscritas. Las propias puertas de 3 toneladas tienen relieves de bodhisattvas (seres en el camino a la iluminación) y de los cuatro reyes protectores que se encuentran normalmente en las entradas de los templos. El emperador Qianlong (fallecido en 1799) eligió el lugar de su mausoleo en 1742 y la construcción comenzó al año siguiente. La construcción se completó en 1752, pero el mausoleo se amplió aún más en los años comprendidos entre 1755 y 1762. Durante este tiempo, la ciudad cuadrada, la torre conmemorativa, la preciosa ciudadela, así como los dos salones laterales se construyeron de nuevo.
Ding Dongling, la tumba de la emperatriz viuda Cixí destaca por su decoración extremadamente lujosa.  El Salón Long'en, junto con sus salones laterales oriental y occidental, está hecho de valiosas maderas rojas. Los tres salones están decorados con pintura de color dorada, dragones dorados y pasamanos de piedra tallada. Hoy en día, el salón principal contiene reproducciones de cuadros producidos en 1903 por el estudio fotográfico de Cixí dentro del Palacio de Verano. En todas partes hay recuerdos de la Ciudad Prohibida, como los caños de esquina de la terraza tallados como dragones amantes del agua. El interior tiene motivos sorprendentemente pintados en oro sobre madera oscura, recordando los edificios donde pasó sus últimos años. Hay paredes de ladrillo tallado y dorado, y unos temibles dragones de madera que se retuercen en las columnas.
Zhaoxiling, la tumba de la emperatriz viuda Xiaozhuang, la madre del emperador Shunzhi se encuentra al este de la entrada del camino de los espíritus que lleva a la tumba de Shunzhi. Se cree que Xiaozhuang jugó un papel importante en la consolidación de la autoridad de la temprana dinastía Qing. El mausoleo se inició como una sala de descanso temporal bajo la dirección del emperador Kangxi, que era el nieto de Xiaozhuang y siguió sus deseos al hacer este arreglo. La sala temporal se convirtió en el mausoleo de Zhaoxiling en 1725, durante el reinado del emperador Yongzheng.
Las tumbas de la emperatriz viuda Cixí y del emperador Qianlong fueron saqueadas por las tropas bajo el mando del señor de la guerra Sun Dianying en 1928. Otras tumbas fueron saqueadas en los años 1940 y 1950, dejando solo la tumba del emperador Shunzhi intacta. Las cámaras funerarias de cuatro de las tumbas, a saber, la del emperador Qianlong, la de la emperatriz viuda Cixí y dos de las concubinas del emperador Qianlong, están abiertas al público.

## Principales tumbas

Mapa de los mausoleos imperiales.

- Xiaoling (en chino, 孝陵; pinyin, Xiàolíng; literalmente, ‘Tumba de la piedad filial’; manchú: hiyoošungga munggan) para el emperador Shunzhi (1638-1661, el primer emperador Qing que gobernó en China)
- Jingling (en chino, 景陵; pinyin, Jǐnglíng; literalmente, ‘Tumba majestuosa’; manchú: ambalinggū munggan) para el emperador Kangxi (1654-1722, el segundo emperador)
- Yuling (en chino, 裕陵; pinyin, Yùlíng; literalmente, ‘Tumba sedada’; manchú:  tomohonggo munggan) para el emperador Qianlong (1711-1799, el cuarto emperador)
- Dingling (en chino, 定陵; pinyin, Dìnglíng; literalmente, ‘Tumba de la estabilidad’; manchú:  tokton munggan) para el emperador Xianfeng (1831-1861, el séptimo emperador)
- Huiling (en chino, 惠陵; pinyin, Huìlíng; literalmente, ‘Tumba de la bondad’; manchú:  fulehungge munggan) para el emperador Tongzhi (1856-1875, el octavo emperador)
- Ding Dongling (en chino, 定東陵; pinyin, DìngDōngLíng}; literalmente, ‘Tumba oriental de la estabilidad’) compuesta de:
  - Putuo Yu Ding Dongling (en chino, 菩陀峪定東陵; literalmente, ‘Tumba oriental de Dingling en el valle del Potala’) para la emperatriz viuda Cixí (1835-1908)
  - Puxiang Yu Ding Dongling (en chino, 普祥峪定東陵; literalmente, ‘Tumba oriental de Dingling en el amplio valle de los buenos augurios’) para la emperatriz viuda Ci'an (1837-1881)

También se encuentra en las Tumbas Orientales de Qing un sitio de construcción abandonado para el mausoleo del emperador Daoguang . Daoguang decidió mover su tumba (muling; 慕陵) a las tumbas Qing occidentales después de que el agua se filtrara en la cámara funeraria en el sitio original. Las estructuras ya construidas fueron desmanteladas y trasladadas a las Tumbas Qing occidentales de. Dos hijos y dos hijas de Daoguang están enterrados en las tumbas orientales de Qing (en la Tumba de la Princesa).
Se han producido saqueos.